# 西任暁子
西任 暁子（ニシトアキコ、Akiko Nishito、にしと あきこ、1973年12月17日 - ）は、日本のDJ、歌手、スピーチコンサルタント、コミュニケーションコンサルタント、著述家。

## 人物・来歴
大阪府生まれ、福岡県育ち。5歳からピアノを始め、ピアニストを志す。高校時代にアメリカ合衆国に1年間留学していた。
高校卒業後、慶應義塾大学総合政策学部に進学。在学中、FM802 DJコンテストにてグランプリ受賞。ラジオDJとしてデビューする。その後、東京・大阪のライブハウスを中心にバンド・ライブ活動を行うほか、FM BIRDに所属しDJとして東京FMやFM横浜をはじめ、全国のFM局でおよそ30本の番組を担当する。
歌手としては、2001年にLaRA名義でオリジナルシングル「ふたりでみてたもの」、2006年に西任白鵠名義でアルバム「If you go away」をリリース。
2009年に事務所から独立し、フリーランスとなる。
2012年にU.B.U.株式会社を設立し、同代表取締役に就任。本業の他に、スピーチコンサルタントとしての講演やセミナー、執筆活動も行う。
2018年、すべての活動を断ち、サバティカル休暇で自己探求する中、自己の本質に気づく。
活動を再開した現在は、すべての人に内包されるやさしさが表現される世界を目指して、学びの場「西任暁子・コミュニケーション・アカデミー」を主宰するほか、VoicyやPodcast、YouTubeで話し方や幸せに生きるヒントを発信している。また、社名は株式会社Solarisに変更した。

## 現在の活動
- Voicy「西任暁子のコミュニケーション・アカデミー」
- Podcast「人生２週目ネキ」
- Podcast「デリシャス人生案内」
- Podcast「ザ・アキコ・ショー」
- Podcast「Akiko's Book Club」
- YouTube 「Akiko's World」
- TikTok　「nishitoakiko」
- NACA 西任暁子・コミュニケーション・アカデミー
- FM COCOLO「Radio beyond Borders "The Corner Office"」

## 過去に出演した番組

### ラジオ
FM802
- FUNKY JAMS 802 （1995年10月 - 1996年9月）
- Kiss Mint Shower （1996年4月 - 2000年3月）
- ROCK KIDS 802 （1997年4月 - 2003年3月）
- an Private Lounge （2000年4月 - 2002年3月）

FM-FUJI
- J-POP SQUARE （1996年10月 - 1999年3月）
- RADIO GARAXY （1999年10月 - 2000年3月）
- RADICAL LEAGUE 西任暁子のNIGHT FLOW （2000年4月 - 2003年9月）

JFN系
- Max Power Bomb ! All Request （1997年4月 - 1998年9月）
- ヒルサイド・アヴェニュー （2002年10月 - 2005年3月）
- BRAND NEW HITS! （2003年4月 - 2006年3月）
- PEOPLE 武将茶館 （2003年4月 - 2009年12月）
- 新春特別番組“歌い初め”

NACK5
- マジカルスノーランド （1999年10月 - 2000年3月・2000年10月 - 2001年3月）
- 小柳ゆきのフリーダムブレス （2000年4月 - 2000年9月）
- Wonder College Network （2002年1月 - 2003年3月）

FMヨコハマ
- スイスイ selfish night （1994年8月）
- The Chart （2000年4月 - 2006年3月）
- tre-sen （2006年4月 - 2007年3月、月・火のみ）

TOKYO FM
- 東京建物 presents From The Street, TOKYO Re-Design （2003年4月 - 2005年9月）
- ANA LIVE CHINA　（2005年4月 - 2005年9月）
- HITS OF THE WORLD （2006年12月 - 2007年3月、TOKYO FMデジタルRADIO）
- Tapestry （2007年4月 - 2008年9月）
- SUNDAY SPECIAL BATHTOLOGY presents うるおい時間の過ごしかた （2008年2月）
- 野村不動産 presents Humming@Living （2008年10月 - 2009年6月）

i-Radio
- TOWER RECORDS COUNT DOWN

USEN
- はじめての洋楽

### テレビ
- 週刊なびTV - 映画コメンテーター （2004年4月 - 2006年3月、NHK BS2）
- E-navi - ゲストコメンテーター （2005年7月 - 2006年3月、GyaO）
- ザ!情報ツウ Select10 - ナレーション （2006年 月曜日8:55、日本テレビ）
- GABA G style English シチュエーション別英会話[1]
- DMM.com なるほど・ザ・インタビュー

## CD

### シングル
- ふたりでみてたもの（2001年、Stagea Records、LaRA名義）

1. ふたりでみてたもの
2. 楽しいデートのあとには

### アルバム
- If You Go Away （2006年11月、Polystar/Silentレーベル）

1. And I love him
2. Night and Day
3. No moon at all
4. The shadow of your smile
5. If you go away
6. You’d be so nice to come home to
7. What am I bid?
8. Hurry on down
9. Sugar town
10. Leaving on a jet plane
11. Fly me to the moon
12. Moon river

## 著書
- 『「ひらがな」で話す技術』（サンマーク出版、2012）
- 『話すより10倍ラク! 聞く会話術』（ディスカヴァー・トゥエンティワン、2015）
- 『本音に気づく会話術』（ポプラ社、2016）
- 『タイプ別対処法を伝授! 伝わる話し方のコツ』（ナツメ社、2017年）
- 『誰が聞いてもわかりやすい話し方: 相手は「文字」でなく「音」で話を聞いている』 (王様文庫、2023年)